# Phasia takanoi
Phasia takanoi là một loài ruồi trong họ Tachinidae.